# Nelson (stripreeks)
Nelson is een Zwitserse stripreeks die begonnen is in januari 2004 met Cristophe Bertschy als schrijver en tekenaar.

## Albums
Alle albums zijn geschreven en getekend door Christophe Bertschy en uitgegeven door Dupuis.
1. Duivel aan huis
2. Natuurramp
3. Fulltime ramp
4. De duivel mag het eten
5. Wat 'n sp...etter!

buiten de reeks:
1. Hou je deur op slot als Nelson in de buurt is... anders breekt de hel los!